# Lista kanonierek Royal Australian Navy
Lista kanonierek Royal Australian Navy obejmuje dwie kanonierki zbudowane w XIX wieku.
| Nazwa           | Wodowany | Lata służby | Uwagi                                                                                   |
| --------------- | -------- | ----------- | --------------------------------------------------------------------------------------- |
| HMAS „Gayundah” | 1884     | 1884–1921   | Typ „Rendel”, służyła jako barka do 1950, w 1958 zatopiona jako część falochronu.       |
| HMAS „Paluma”   | 1884     | 1884–1919   | Typ „Rendel”, w późniejszym czasie służyła jako statek portowy „Rip”, złomowana w 1949. |

W RAN przez krótki okres służył także okręt HMVS „Albert”, który był zbudowany jako kanonierka, ale w RAN miał pełnić tylko rolę holownika.